# Куликовская битва
Кулико́вская битва (Мамаево или Донское побоище) — крупное средневековое сражение между объединённым русским войском во главе с Великим князем Владимирским и московским Дмитрием Ивановичем и войском правителя западной части Золотой Орды Мамая, состоявшееся 8 сентября 1380 года в районе к югу от впадения реки Непрядва в Дон, на Куликовом поле (юго-восток Тульской области). Решающая победа русских войск в Куликовской битве стала важным шагом на пути к восстановлению единства Руси и будущему свержению золотоордынского ига, которое в эпоху, последовавшую за Куликовской битвой, существенно изменило свой характер в сторону большей самостоятельности великих московских князей.
Федеральный закон от 13 марта 1995 года № 32-ФЗ «О днях воинской славы и памятных датах России» установил день воинской славы 21 сентября — День победы русских полков во главе с великим князем Дмитрием Донским над монголо-татарскими войсками в Куликовской битве.

## Предыстория
В 1360-е годы усиление Московского княжества в Северо-Восточной Руси и темника Мамая в Золотой Орде шло практически одновременно, причём объединению Орды под властью Мамая способствовали русские князья своими победами над Тагаем у Шишевского леса в 1365 году, над Булат-Тимуром на р. Пьяне в 1367 году и походом на среднюю Волгу в 1370 году.
Когда в 1371 году Мамай дал ярлык на великое владимирское княжение Михаилу Александровичу Тверскому, Дмитрий Иванович сказал послу Ачихоже: «К ярлыку не еду, князя Михаила на княжение в землю владимирскую не пущу, а тебе, послу, путь чист», что явилось переломным моментом в отношениях Москвы и Орды. В 1374 году Дмитрий отказался выплачивать дань и собрал своих сторонников на съезд в Переславле-Залесском.
В 1374/1375 году в Нижний Новгород прибыли послы от Мамая во главе с мурзой Сарайкой и более тысячи воинов. По приказанию князя охрану перебили, а посол Сарайка и его личная охрана были заключены в крепости. Пробыв в заключении около года, мурза попытался бежать, но был убит вместе со слугами. Весной 1376 года русское войско во главе с Д. М. Боброком-Волынским вторглось на среднюю Волгу, взяло откуп 5000 рублей с мамаевых ставленников и посадило там русских таможенников.
В 1376 году перешедший на службу к темнику Мамаю с левобережья Волги хан Синей Орды Арапша разорил Новосильское княжество, избегая сражения с вышедшим за Оку московским войском, в 1377 году на р. Пьяне разгромил не успевшее изготовиться к битве московско-суздальское войско, разорил Нижегородское и Рязанское княжества.
В 1378 году Мамай всё-таки решился на прямое столкновение с Дмитрием, но посланное им войско под командованием мурзы Бегича потерпело сокрушительное поражение на р. Вожа. Рязанское княжество сразу же вновь было разорено Мамаем, но в 1378—1380 годах Мамай потерял свои позиции на нижней Волге в пользу Тохтамыша.

## Соотношение и развёртывание сил

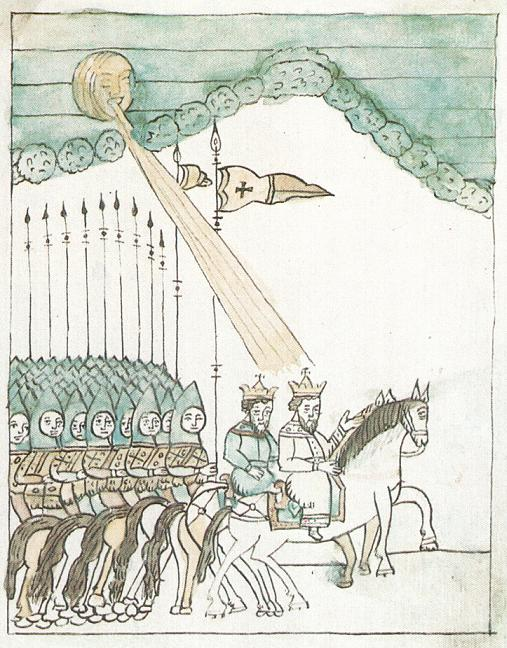
Выступление русского войска на Куликовскую битву (старинная миниатюра)

### Русские войска

Новоскольцев А. Н. «Преподобный Сергий благословляет Дмитрия на борьбу с Мамаем»

В 1380 году о союзе Мамая с Ягайло и Олегом Рязанским князь Дмитрий узнал от Захария Тютчева, посланного к Мамаю с золотом для переговоров. Поэтому были посланы гонцы для сбора войск, а в степь отправлена первая сторожа во главе с Василием Тупиком с задачей узнать информацию о подготовке противника к битве. Поскольку она задержалась с возвращением, была послана вторая сторожа, которой было приказано быстро вернуться. Обе сторожи встретились. Информация о союзе Мамая с Ягайлом и Олегом подтвердилась, также стало известно ожидаемое время вторжения — осень.
Епифаний Премудрый в «Житии Сергия Радонежского» (1417 год) сообщает о визите князя Дмитрия к преподобному Сергию и получении его благословения на борьбу с Мамаем. Впоследствии этот эпизод получил широкую известность, однако в ранних версиях жития о собственно Куликовской битве не упоминается. Существует версия В. А. Кучкина, согласно которой рассказ жития о благословении Сергием Радонежским Дмитрия Донского на борьбу с Мамаем относится не к Куликовской битве, а к битве на реке Воже (1378 год) и связан в «Сказании о Мамаевом побоище» и других поздних текстах с Куликовской битвой уже впоследствии, как с более масштабным событием.
Сбор русских войск был назначен в Коломне 15 августа 1380 года. Из Москвы в Коломну выступило ядро русского войска тремя частями по трём дорогам. Отдельно шёл двор самого Дмитрия, отдельно полки его двоюродного брата Владимира Андреевича Серпуховского и отдельно полки белозерских князей.
В средневековых источниках состав участников расширялся по мере расширения владений московских князей. Согласно некоторым источникам (более поздняя Никоновская летопись и принявший её версию С. М. Соловьёв), в сборе участвовали даже тверской полк, приведённый племянником Михаила Александровича Иваном Всеволодовичем, а также присоединившиеся непосредственно перед битвой новгородцы, но историки подвергают сомнениям достоверность этих сведений. Фактически в сборе участвовали силы со значительно меньших территорий. Российский историк А. А. Горский провёл подробный сравнительный анализ военного сбора 1380 года с аналогичными сборами 1375 года для похода на Тверь и 1386 года для похода на Новгород. В частности, согласно его выводам, воины Нижегородско-Суздальского княжества не участвовали в сборе 1380 года (хотя участвовали в сборах 1375 и 1386 годов), а тверичи также уклонились от похода, несмотря на то, что по договору 1375 года обязались в подобных походах участвовать. С рязанских земель он допускает участие воинов Пронского княжества, со смоленских — Вяземского, хотя, по другим данным, поход Ольгерда в смоленские земли в 1375 году был реакцией на участие в сборе 1375 года самого смоленского князя. В московском войске были как княжьи дворы, так и городовые полки Великого княжества Владимирского и Московского.
Уже в Коломне был сформирован первичный боевой порядок: Дмитрий возглавил большой полк; Владимир Андреевич с ярославцами — полк правой руки; в полк левой руки был назначен командующим Глеб Брянский; передовой полк составили коломенцы.
Непосредственным формальным поводом предстоящего столкновения стал отказ Дмитрия от требования Мамая увеличить выплачиваемую дань до размеров, в которых она выплачивалась при Джанибеке. Мамай рассчитывал на объединение усилий с великим князем литовским Ягайло и Олегом Рязанским против Москвы, при этом он рассчитывал на то, что Дмитрий не рискнёт выводить войска за Оку, а займёт оборонительную позицию на её северном берегу, как уже делал это в 1373 и 1379 годах. Соединение сил союзников на южном берегу Оки планировалось на 14 сентября.

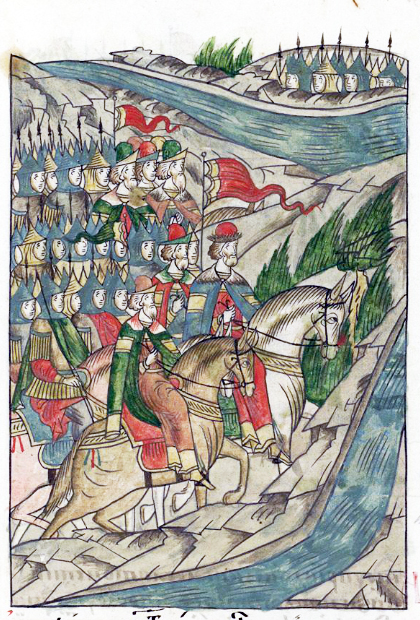
Дмитрий Донской на пути к Куликову полю. Лицевой летописный свод, XVI век

Однако Дмитрий, осознавая опасность объединения противников, 26 августа стремительно вывел войско на устье Лопасни и осуществил переправу через Оку в рязанские пределы. Дмитрий повёл войско к Дону не по кратчайшему маршруту, а по дуге западнее центральных районов Рязанского княжества, приказав, чтобы ни один волос не упал с головы рязанца. «Задонщина» упоминает в числе погибших на Куликовом поле также 70 рязанских бояр. Решение о переходе Оки стало неожиданным не только для Мамая. В русских городах, пославших свои полки на коломенский сбор, переход Оки с оставлением стратегического резерва в Москве был расценён как движение на верную смерть:
И когда услышали в городе Москве, и в Переяславле, и в Костроме, и во Владимире, и во всех городах великого князя и всех князей русских, что пошёл князь великий за Оку, то настала в Москве и во всех его пределах печаль великая, и поднялся плач горький, и разнеслись звуки рыданий.

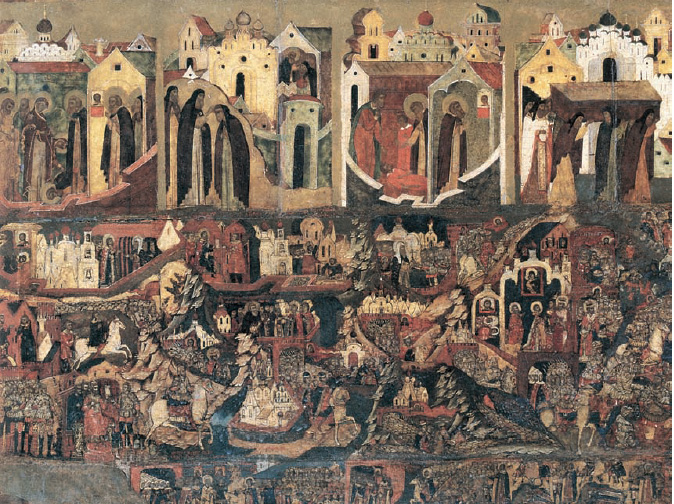
Русские города посылают воинов в Москву. Деталь ярославской иконы «Сергий Радонежский с житием»

На пути к Дону, в урочище Березуй, к русскому войску присоединились полки литовских князей Андрея и Дмитрия Ольгердовичей. Андрей был наместником Дмитрия во Пскове, а Дмитрий — в Переславле-Залесском, однако, по некоторым версиям, они привели и войска из своих прежних уделов, бывших в составе Великого княжества Литовского — соответственно Полоцка, Стародуба и Трубчевска. Полк правой руки, сформированный в Коломне во главе с Владимиром Андреевичем, выполнял затем в битве роль засадного полка, за исключением вставших на левый фланг ярославцев, Андрей Ольгердович в битве возглавил полк правой руки, получив под своё начало также ростовцев, о возможных перестановках в передовом и большом полках неизвестно. Историк военного искусства Разин Е. А. указывает на то, что русская рать в ту эпоху состояла из пяти полков, однако считает полк во главе с Дмитрием Ольгердовичем не частью полка правой руки, а шестым полком, частным резервом в тылу большого полка.

#### Численность
Русские войска состояли из княжеских дружин и отрядов городских ополчений. Дружинники составляли кавалерию, а ополченцы набирались в пехоту.
Описание битвы, начиная с «Задонщины», наполнилось многочисленными мифами, в том числе и о численности русских войск.
Русские летописи приводят следующие данные о численности русского войска: «Летописная повесть о Куликовской битве» — 100 тыс. воинов Московского княжества и 50—100 тыс. воинов союзников, «Сказание о Мамаевом побоище», написанное также на основе исторического источника — 303 тыс.., Никоновская летопись — 400 тыс. (встречаются оценки численности отдельных частей русского войска: 30 тысяч белозерцев, 7 или 30 тысяч новгородцев, 7 или 70 тысяч литовцев, 40—70 тысяч в засадном полку). Однако следует учитывать, что числа, приводимые в средневековых источниках, обычно крайне преувеличены. Более поздние исследователи (Е. А. Разин и др.), подсчитав общее количество населения русских земель, учтя принцип комплектования войск и время переправы русской армии (количество мостов и сам период переправы по ним), останавливались на том, что под знамёнами Дмитрия собралось 50—60 тысяч воинов (это сходится с данными В. Н. Татищева о 60 тысячах), из них лишь 20—25 тысяч — войска непосредственно Московского княжества. Значительные силы пришли с территорий, контролировавшихся Великим княжеством Литовским, но в период 1374—1380 годов ставших союзниками Москвы (Брянск, Смоленск, Друцк, Дорогобуж, Новосиль, Таруса, Оболенск, предположительно Полоцк, Стародуб, Трубчевск).
С. Б. Веселовский считал в ранних своих работах, что на Куликовом поле было около 200—400 тысяч человек, но с течением времени пришёл к мнению, что в битве русская армия могла насчитывать только 5—6 тыс. человек.
Военный историк Древней Руси В. В. Каргалов, основываясь на данных «Сказания о Мамаевом побоище» и подсчётах акад. Б. А. Рыбакова, оценивал численность войска Мамая в «300 тыс. воинов», а русской рати — в «примерно 150 тыс. человек». Такую же цифру называл в 1853 году С. М. Соловьёв, в 1960 году советский историк Л. В. Черепнин, в 1992 году археолог-востоковед и этнолог Л. Н. Гумилев, а В. А. Кучкин в 1980 году писал, что «цифра в 170 тыс. воинов Дмитрия не кажется завышенной».
По мнению А. Булычёва, русское войско (как и золотоордынское) могло составлять около 6—10 тысяч человек при 6—9 тысячах лошадей (то есть в основном это было кавалерийское сражение профессиональных всадников). С его точкой зрения согласны и руководители археологических экспедиций на Куликовом поле: О. В. Двуреченский и М. И. Гоняный. По их мнению, Куликовская битва была преимущественно конным сражением, в котором с обеих сторон приняло участие около 5—10 тысяч человек, причём это было кратковременное сражение: около 20—30 минут вместо летописных 3 часов.
О. В. Двуреченский считает, что численность русского войска составляла 8 тыс. чел, войска Мамая — 7 тыс. чел. По мнению В. В. Лукошникова, численность русских войск составляли от 35 до 40 тысяч человек, численность ордынского войска — от 50 до 60 тысяч человек.
Историк В. В. Пенской отмечает, что в дальние походы русские войска ходили только конными отрядами, и численность русского войска в битве не превышала 12 тыс. всадников. Не менее 12 тыс. человек составляли и обоз с прислугой.
Современная российская наука, в частности автор статьи о Куликовской битве в «Большой Российской энциклопедии» А. В. Кузьмин, придерживается цифры в 20 тыс. русских воинов. Авторы новейшего специального исследования, посвящённого историческому сражению, А. О. Амелькин и Ю. В. Селезнёв допускают, что войско князя Дмитрия могло составлять до 30 тыс. чел., что превышало, однако, предельный мобилизационный потенциал Московского и Владимирского великих княжеств. Такую же цифру называл в 1953 году американский историк русского происхождения Г. В. Вернадский.

#### Вооружение
Вооружение русских ратников включало мечи, сабли, шестоперы, копья, луки. Применялись также «подсайдашные» боевые ножи (до 85 см), топоры, кистени и рогатины — короткие массивные копья с тяжёлым и длинным, до 50 см, остриём. А. О. Амелькин и Ю. В. Селезнёв допускают применение отдельными воинами арбалетов, а также упоминаемых «Задонщиной» метательных копий — сулиц. Защитное вооружение составляли шлемы, кольчуги, зерцала на груди и спине, ламеллярные пластинчатые доспехи, а также щиты различной формы, включая круглые, треугольные и каплевидные. Оружиевед-востоковед М. В. Горелик считает возможным эпизодическое употребление русскими воинами западноевропейских щитов-павез — в виде вытянутого прямоугольника или трапеции с выпуклым вертикальным жёлобом по оси.

### Войско Мамая
Критическая ситуация, в которой оказался Мамай после битвы на реке Воже и наступления Тохтамыша из-за Волги к устью Дона, заставила Мамая использовать все возможности для сбора максимальных сил. Приводится такой факт, что советники Мамая говорили ему: «Орда твоя оскудела, сила твоя изнемогла; но у тебя много богатства, пошли нанять генуэзцев, черкес, ясов и другие народы». Также в числе наёмников названы армяне, мусульмане (по-видимому, с территории современного Азербайджана) и буртасы. По одной из версий, весь центр боевого порядка золотоордынцев на Куликовом поле составляла наёмная генуэзская пехота, а татарская конница стояла на флангах. По мнению историка и военного реконструктора К. А. Жукова, пехота вообще не участвовала в этом сражении, тем более генуэзская.
По сообщению Московского летописного свода конца XV века, Мамай шёл «съ всѣми князи Ординьскими и со всею силою Татарьскою и Половецкою. наипаче же к симъ многи рати понаимовалъ: Бесермены и Армены, Ѳрязы и Черкасы и Буртасы, с нимъ же вкупѣ въ единои мысли и князь велики Литовъскыи Ягаило Олгердовичь со всею силою Литовъскою и Лятьскою, с ними же въ единачествѣ и князь Олегъ Ивановичь Рязанъскыи».
В XIV веке встречаются численности золотоордынского войска в 3 тумена (битва при Синих Водах 1362 году), 4 тумена (поход войск Узбека в Галицию в 1340 году), 5 туменов (разгром Твери в 1328 году, битва на Воже в 1378 году). Мамай правил лишь в западной половине Орды, в битве на Воже и в Куликовской битве потерял почти всё своё войско. Для сравнения в 1385 году для похода на Тавриз Тохтамыш со всей территории Золотой Орды собрал армию в 90 тысяч человек. Мамай наблюдал с холма за ходом Куликовской битвы с тремя тёмными князьями.
Современные учёные дали свою оценку численности золотоордынского войска. Так, историк демографии Б. Ц. Урланис считал, что у Мамая было 60 тыс. человек. М. Н. Тихомиров, Л. В. Черепнин и В. И. Буганов полагали, что русским противостояло 100—150 тысяч ордынцев. Такую же примерно цифру называет современный исследователь истории Золотой Орды Ю. В. Селезнев.
А. В. Кузьмин придерживается цифры в 30 тыс. ордынских воинов; А. О. Амелькин и Ю. В. Селезнёв допускают, что Мамай располагал накануне битвы не менее 30 тыс. всадников, отмечая, что он бросил на Русь не все свои военные ресурсы. М. В. Горелик предполагал, что силы противников на Куликовом поле «были примерно равны и колебались в пределах 50—70 тысяч».

## Битва

Реставрированный план Куликовской битвы к «Историческому обозрению Тульской губернии» И. Афремова

### Место битвы
Точное местонахождение непосредственного боевого столкновения на текущее время остаётся спорным и представлено в научных работах несколькими версиями (С. Д. Нечаева; И. Ф. Афремова; В. А. Кучкина, К. П. Флоренского; А. Е. Петрова; С. Н. Азбелева).
Из летописных источников известно, что битва происходила «на Дону усть Непрядвы».
По одной из версий, при помощи методов палеогеографии учёные установили, что «на левом берегу Непрядвы в то время находился сплошной лес». Принимая во внимание, что в описаниях битвы упоминается конница, учёные выделили безлесный участок близ слияния рек на правом берегу Непрядвы, который ограничен с одной стороны реками Доном, Непрядвой и Смолкой, а с другой — оврагами и балками, вероятно, существовавшими уже в те времена. Экспедиция оценила размер участка боевых действий в «два километра при максимальной ширине восемьсот метров». В соответствии с размерами найденного участка пришлось скорректировать и гипотетическую численность участвующих в битве войск. Была предложена концепция об участии в битве конных формирований по 5-10 тысяч всадников с каждой стороны (такое количество, сохраняя способность маневрировать, могло бы разместиться на указанном участке). В московском войске это были в основном княжьи служилые люди и городовые полки.
Долгое время одной из загадок являлось отсутствие захоронений павших на поле боя. Весной 2006 года археологическая экспедиция использовала георадар новой конструкции, который выявил «шесть объектов, расположенных с запада на восток с интервалом 100—120 м». По версии учёных, это и есть захоронения погибших. Отсутствие костных останков учёные объяснили тем, что «после битвы тела погибших закапывались на небольшую глубину», а «чернозём обладает повышенной химической активностью и под действием осадков практически полностью деструктурирует тела погибших, включая кости». При этом полностью пренебрегается возможность застревания в костях павших наконечников стрел и копий, а также наличие у погребённых нательных крестов, которые, при всей «агрессивности» почвы, не могли исчезнуть совершенно бесследно. Привлечённые к экспертизе сотрудники, занимающиеся судебно-медицинским опознанием личности, подтвердили наличие праха, но «не смогли установить, является ли прах в пробах останками человека или животного». Поскольку упомянутые объекты представляют собой несколько абсолютно прямых неглубоких траншей, параллельных друг другу и длиной до 600 метров, они с такой же вероятностью могут являться следами какого-либо агротехнического мероприятия, например, внесения в почву костной муки. Примеры исторических битв с известными захоронениями показывают устройство братских могил в виде одной или нескольких небольших ям.
Отсутствие значимых находок боевого снаряжения на поле боя историки объясняют тем, что в Средние века «эти вещи были безумно дорогими», поэтому после сражения все предметы были тщательно собраны. Подобное объяснение появилось в научно-популярных статьях в середине 1980-х годов, когда в течение нескольких полевых сезонов, начиная с юбилейного 1980 года, на каноническом месте не было сделано никаких находок, хотя бы косвенно связанных с великой битвой, и этому срочно требовалось правдоподобное объяснение.
В начале 2000-х годов схема Куликовской битвы, впервые составленная и опубликованная Афремовым И. Ф. в середине XIX века, и после этого копирующаяся 150 лет из учебника в учебник без какой-либо научной критики, была уже кардинально перерисована. Вместо картины эпических масштабов с длиной фронта построения в 7—10 вёрст была изображена относительно небольшая лесная поляна, зажатая между отвершков оврагов. Длина её составила около 2 километров при ширине в несколько сот метров. Использование для сплошного обследования этой площади современных электронных металлоискателей позволило за каждый полевой сезон собирать представительные коллекции из десятков бесформенных металлических обломков и осколков. Позже на этом поле велись сельскохозяйственные работы, в качестве удобрения применялась разрушающая металл аммиачная селитра. Тем не менее, археологическим экспедициям удаётся делать представляющие исторический интерес находки: втулку, основание копья, кольчужное колечко, обломок топора, части оторочки рукава или подола кольчуги, сделанные из латуни; панцирные пластины (1 единица, аналогов не имеет), которые крепились на основе из кожаного ремешка.
Одной из трудностей интерпретации археологических находок с Куликова поля является достаточно широкая датировка оружия и предметов военного снаряжения. Большинство из них могли оставаться в употреблении достаточно долго, вплоть до XVII века, и быть утерянными во время столкновения с крымскими татарами, отмеченного в летописях на Куликовом поле под 1542, 1571, 1607 и 1659 годами. В то же время большинство предметов, уверенно датируемых временем Куликовской битвы, были найдены в окрестностях, но не на самом месте сражения.

### Подготовка к битве
Для навязывания противнику решающего сражения в поле ещё до подхода союзных Мамаю литовцев или рязанцев, а также чтобы использовать водный рубеж для защиты собственного тыла в случае их подхода, русские войска перешли на правый берег Дона и уничтожили за собой мосты. Тогда же, во время переправы за Дон, татарские передовые части, преследуя русских разведчиков Семёна Мелика, на полном скаку въехали в боевые порядки уже переправившихся дружин, получили отпор и отскочили на высокий холм поодаль, увидев оттуда все русские войска. Вскоре после этого Мамай узнал о форсировании русскими Дона.
Вечером 7 сентября русские войска были выстроены в боевые порядки. Большой полк и весь двор московского князя встали в центре. Ими командовал московский окольничий Тимофей Вельяминов. На флангах встали полк правой руки под командованием литовского князя Андрея Ольгердовича и полк левой руки князей Василия Ярославского и Феодора Моложского. Впереди перед большим полком стал сторожевой полк князей Симеона Оболенского и Иоанна Тарусского. В дубраву вверх по Дону был поставлен засадный полк во главе с Владимиром Андреевичем и Дмитрием Михайловичем Боброком-Волынским. Считается, что засадный полк стоял в дубраве рядом с полком левой руки, однако, в «Задонщине» говорится об ударе засадного полка с правой руки. О делении на полки по родам войск неизвестно.
Вечером и ночью 7 сентября Дмитрий Иванович объезжал войска, делая смотр. В ночь на 8 сентября Дмитрий с Боброком выезжали на разведку и издали осматривали татарские и свои позиции.
Перед началом битвы Дмитрий Донской встал в первый ряд войска, поменявшись одеждой со своим любимцем Михаилом Бреноком (или Бряноком), вставшим под знамя. После генерального сражения Бренока нашли убитым, а близ него лежало множество русских князей и бояр, защищавших «князя». К одному из них, Семёну Мелику, князь обратил слова «крепко охраняем был я твоею стражею». Самого князя нашли живого под срубленной берёзой. Автор исторического романа «Зори над Русью» Рапов М. А. объясняет это желанием Семёна Мелика защитить князя от конских копыт. По некоторым источникам, его туда перенёс монах-воин Андрей Ослябя.

### Русское знамя
«Сказание о Мамаевом побоище» сообщает, что русские войска шли в битву под «чермным», то есть, тёмно-красным или багровым, знаменем с изображением золотого образа Иисуса Христа. Миниатюры XVII века изображают в качестве знамени красный стяг с православным крестом.

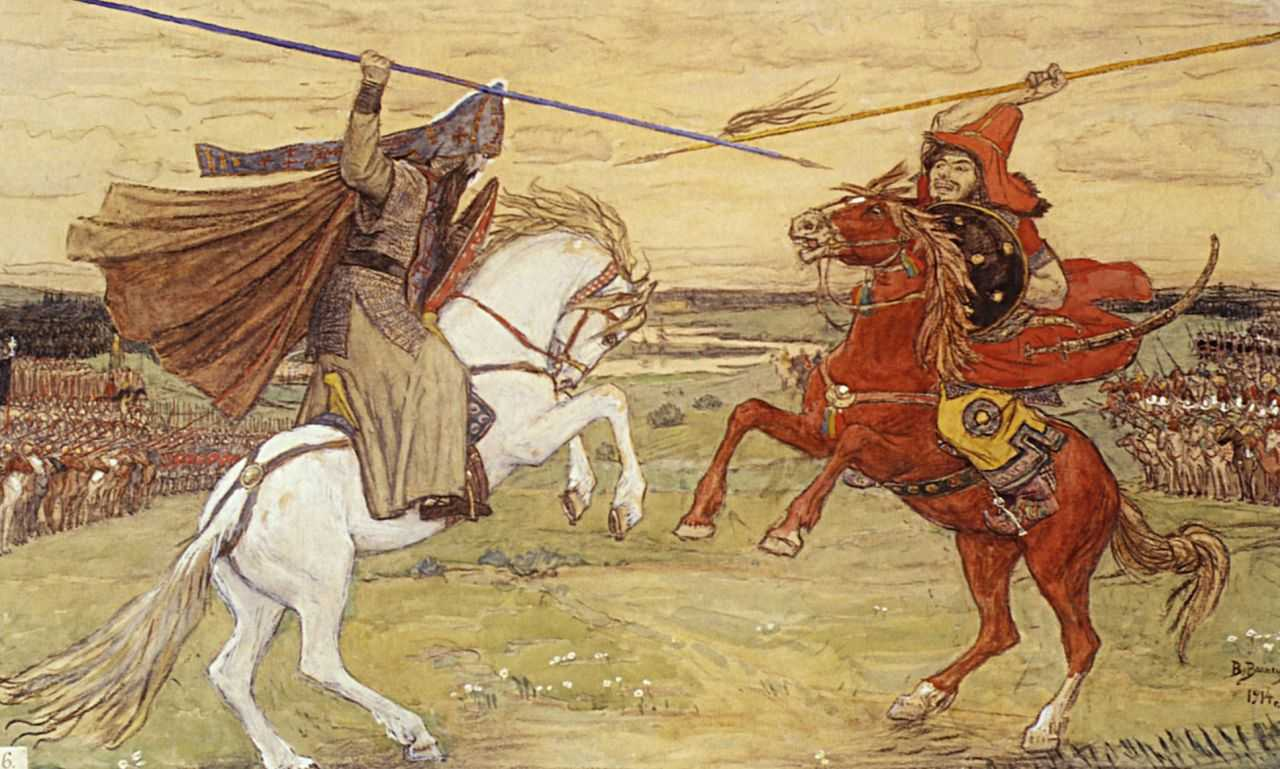
В. М. Васнецов.
«Поединок Пересвета с Челубеем»

### Ход битвы

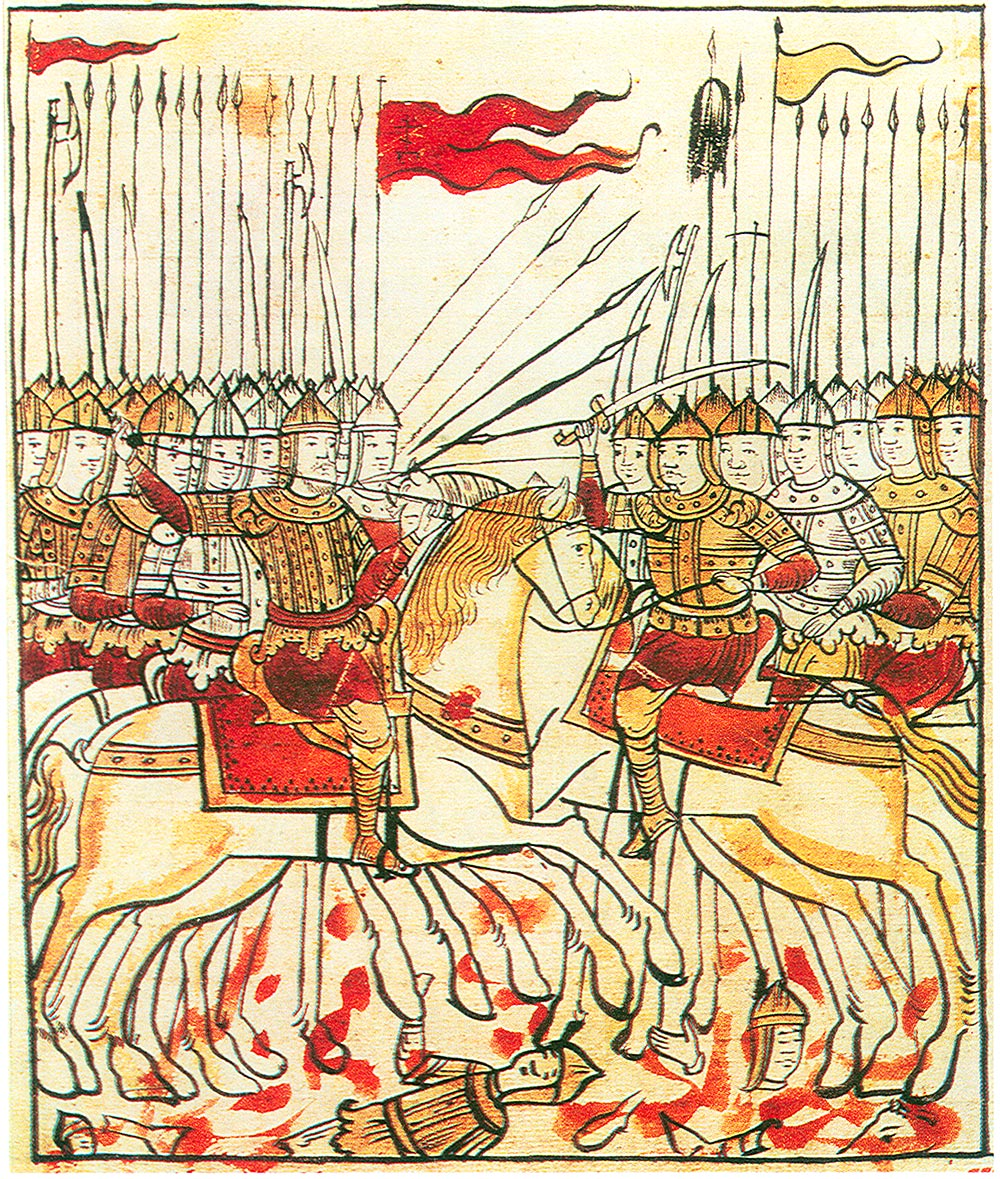
Миниатюра из рукописи «Сказание о Мамаевом побоище», XVII век. Воин несёт красный стяг с православным крестом

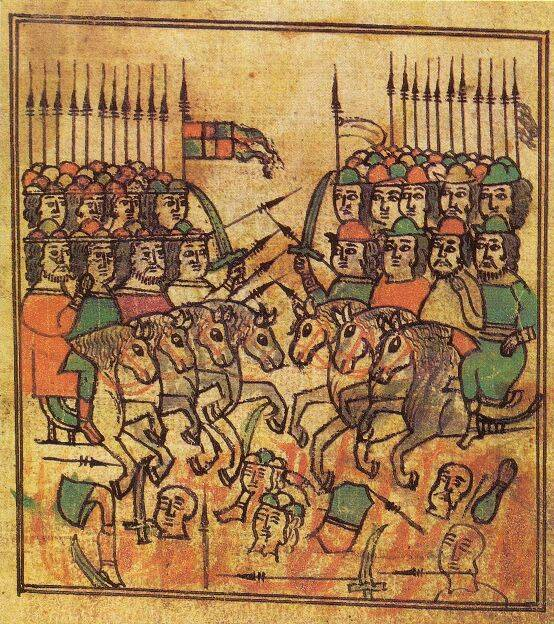
Куликовская битва. Миниатюра из летописи XVII века

Утро 8 сентября было туманным. До 11 часов, пока туман не рассеялся, войска стояли готовыми к бою, поддерживали связь («перекликались») звуками труб. Князь вновь объезжал полки, часто меняя лошадей. В 12 часов показались на Куликовом поле и татары. Битва началась с нескольких небольших стычек передовых отрядов, после чего состоялся знаменитый поединок татарина Челубея (или Темир-бея) с иноком Александром Пересветом. Оба поединщика пали мёртвыми (возможно, этот эпизод, описанный только в «Сказании о Мамаевом побоище», является легендой). Далее последовал бой сторожевого полка с татарским авангардом, возглавляемым военачальником Теляком (в ряде источников — Туляк). Дмитрий Донской сначала был в сторожевом полку, а затем встал в ряды большого полка.
«Сила велика татарская борзо с шоломяни грядуще и ту пакы, не поступающе, сташа, ибо несть места, где им разступитися; и тако сташа, копиа покладше(кония закладше), стена у стены каждо их на плещи предних своих имуще, предние краче, а задние должае. А князь велики такоже с великою своею силою русскою з другого шоломяни поиде противу им». Бой в центре был затяжной и долгий. Летописцы указывали, что кони уже не могли не ступать по трупам, так как не было чистого места. «Пешаа русскаа великаа рать, аки древеса сломишися и, аки сено посечено, лежаху, и бе видети страшно зело…». В центре и на левом фланге русские были на грани прорыва своих боевых порядков, но помог частный контрудар, когда «Глеб Брянский с полками владимирским и суздальским поступи через трупы мёртвых». «На правой стране князь Андрей Ольгердович не единою татар нападши и многих избил, но не смеяша вдаль гнатися, видя большой полк недвижусчийся и яко вся сила татарская паде на средину и лежи, хотяху разорвати». Основной удар татары направили на русский полк левой руки, он не удержался, оторвался от большого полка и побежал к Непрядве, татары преследовали его, возникла угроза тылу русского большого полка.
Владимир Серпуховской, командовавший засадным полком, предлагал нанести удар раньше, но воевода Боброк удерживал его, а когда татары прорвались к реке и подставили засадному полку тыл, приказал вступить в бой. Удар конницы из засады с тыла на основные силы золотоордынцев стал решающим. Татарская конница была загнана в реку и там перебита. Одновременно перешли в наступление полки Андрея и Дмитрия Ольгердовичей. Татары смешались и обратились в бегство.
Ход боя переломился. Мамай, наблюдавший издали за ходом сражения, бежал с малыми силами, как только засадный полк русских вступил в бой. У татар отсутствовали резервы, чтобы попытаться повлиять на исход боя или хотя бы прикрыть отступление, поэтому всё татарское войско бежало с поля битвы.
Засадный полк преследовал татар до реки Красивой Мечи 50 вёрст, «избив» их «бесчисленное множество». Сам великий князь был контужен и сбит с коня, но смог добраться до леса, где и был найден после битвы под срубленной берёзой в бессознательном состоянии. Вернувшись из погони, русские стали собирать войско, разбросанное по полю и окрестностям. В течение нескольких дней хоронили убитых.

## Оценки потерь

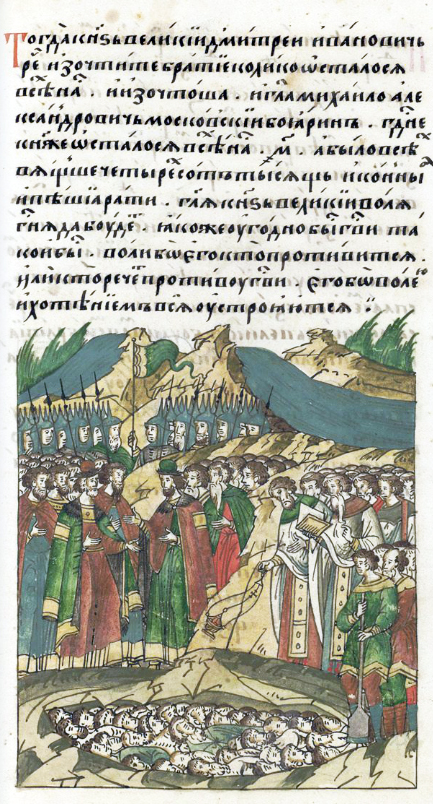
Коллективное захоронение на Куликовом поле после битвы. Миниатюра Лицевого летописного свода, 1560-е годы

Летописцы сильно преувеличивают число погибших золотоордынцев, доводя его до 800 тыс. (что соответствует оценке всего войска Мамая) и даже до 1,5 млн человек. «Задонщина» говорит о бегстве Мамая сам-девять (то есть с восемью спутниками) в Крым.
Золотоордынцам при виде удара засадного полка приписывается фраза «молодые с нами бились, а доблии (лучшие, старшие) сохранились». Сразу после битвы была поставлена задача пересчитать, «сколько у нас воевод нет и сколько молодых [служилых] людей». Московский боярин Михаил Александрович сделал печальный доклад о гибели более 500 бояр (40 московских, 40—50 серпуховских, 20 коломенских, 20 переяславских, 25 костромских, 35 владимирских, 50 суздальских, 50 нижегородских, 40 муромских, 30—34 ростовских, 20—23 дмитровских, 60—70 можайских, 30—60 звенигородских, 15 углицких, 20 галицких, 13—30 новгородских, 30 литовских, 70 рязанских), «а молодым людям [младшим дружинникам] и счёта нет; но только знаем, погибло у нас дружины всей 253 тысячи, а осталось у нас дружины 50 (40) тысяч». Также погибло 6 белозерских, двое тарусских и моложский князь (из известных поимённо четырёх десятков князей-участников). Среди погибших упоминаются Семён Михайлович, Дмитрий Монастырёв и Фёдор тарусский, о гибели которых известно также соответственно в битве на р. Пьяне в 1377 году, в битве на р. Воже в 1378 году и в битве с татарами под Белевым в 1437 году. Достоверно известно о гибели Фёдора Романовича и Ивана Фёдоровича белозерских, Ивана-Мстислава тарусского. Е. А. Разин полагал, что в Куликовской битве со стороны русского войска погибло около 25—30 тысяч человек, что составляет половину от оценки им общей численности войска. А. Н. Кирпичников сделал осторожное предположение, что в сражении могло погибнуть около 800 бояр и 5—8 тысяч человек. А.Булычёв на основе исследования аналогичных сражений в средневековой Европе сделал предположение, что русское войско могло потерять около трети всех воинов.

## После битвы
Наличие в русском войске сурожан в качестве проводников даёт основание предполагать о намерении командования русской рати осуществить поход вглубь степей, в которых кочевали татары. Но победу на Куликовом поле не удалось закрепить полным разгромом Золотой Орды. Для этого не было ещё достаточных сил. Учтя большие потери русской рати и опасность похода вглубь степей с небольшими силами, командование приняло решение возвратиться в Москву
Когда обозы, в которых повезли домой многочисленных раненых воинов, отстали от главного войска, литовцы князя Ягайло добивали беззащитных раненых. Основные силы Ягайлы в день битвы находились всего в 35—40 км западнее Куликова поля. Со временем похода Ягайлы связывают потерю своего прежнего удела Дмитрием Ольгердовичем (удел был передан Ягайлом его младшему брату Дмитрию-Корибуту).

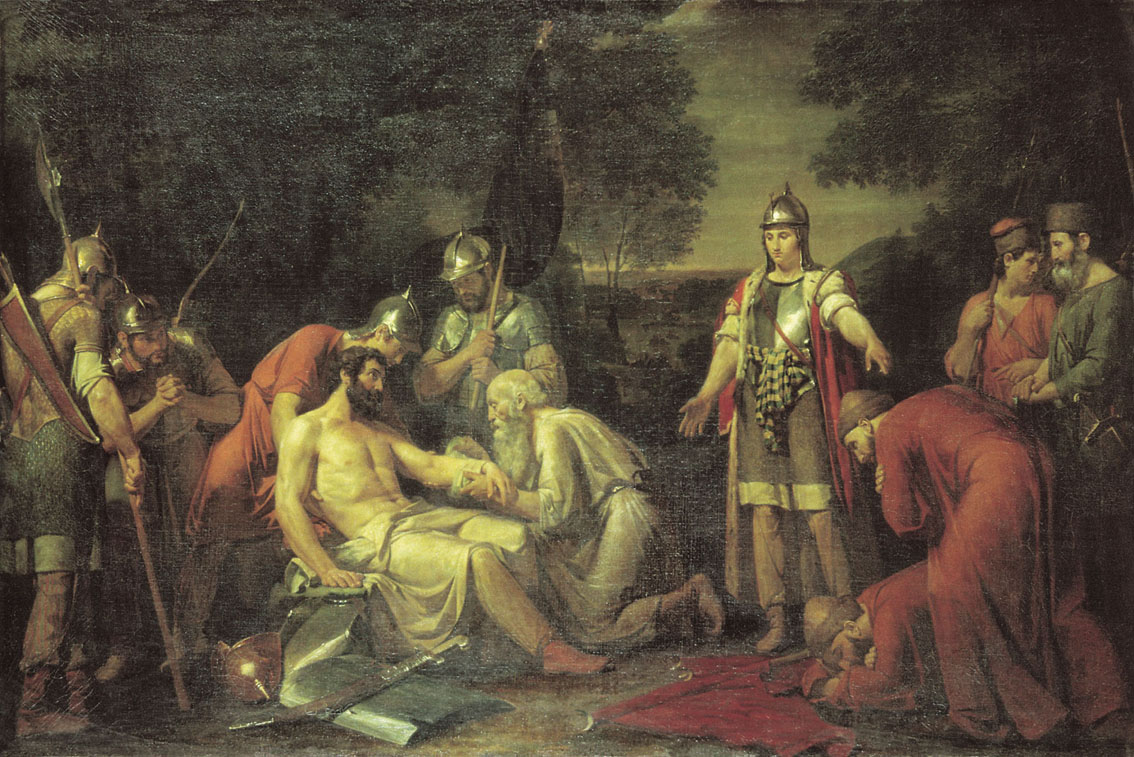
В. К. Сазонов. «Дмитрий Донской на Куликовом поле». 1824 г.

Некоторые рязанцы в отсутствие своего князя, выдвинувшегося со своим войском на юг, также грабили обозы, возвращающиеся в Москву с Куликова поля через Рязанскую землю. Однако уже в 1381 году Олег Рязанский признал себя «младшим братом» и заключил с Дмитрием антиордынский договор, аналогичный московско-тверскому договору 1375 года, и обещал вернуть захваченных после Куликовской битвы пленных.
С 9 по 16 сентября хоронили убитых. Тело инока Александра Пересвета вместе с телом монаха Андрея Осляби погребено в храме Рождества Пресвятой Богородицы в Старом Симонове.
Народ радовался победе и прозвал Дмитрия Донским, а Владимира Донским или Храбрым (по другой версии, великий московский князь Дмитрий Иванович получил почётное наименование Донской лишь при Иване Грозном).

#### Легенда о казаках и Донской иконе Божией Матери
Одна из легенд, связанных с Куликовской битвой, гласит, что возвращаясь после сражения в Москву, князь Дмитрий Иванович побывал в казачьем городке Сиротине, где получил в дар бесценную реликвию, впоследствии ставшую одной из главных русских православных святынь:

И когда благоверный Великий князь Дмитрий с победой в радости с Дону-реки, и тогда тамо, народ христианский, воинского чину живущий, зовомый казаций, в радости встретил его со святой иконой и с крестами, поздравил его с избавлением от супостатов агарянского языка и принес ему дары духовных сокровищ, уже имеющиеся у себя чудотворные иконы, во церквах своих. Вначале образ Пресвятой Богородицы Одигитрии, крепкой заступницы из Сиротина городка из церкви Благовещения Пресвятой Богородицы.
— Гребневская летопись или повествование об образе чудотворном Пресвятой Владычицы и Приснодевы Марии, составлена в 1471 г.
Более поздние интерпретации легенды утверждают, что казаки с иконой прибыли в стан московского князя Дмитрия накануне битвы, чтобы оказать ему помощь в сражении с татарами. На протяжении всей битвы икона находилась в стане русских войск и её заступничеству была приписана одержанная победа. Эта версия легенды зафиксирована во окладной книге Донского монастыря, составленной в 1692 году:

Того ради последи прославися образ Пресвятыя Богородицы Донския, зане к Великому князю Дмитрию Ивановичу донския казаки, уведав о пришествии благоверного вел. князя Дмитрия Ивановича в междуречье Дона и Непрядвы, вскоре в помощь православному воинству пришли бяше и сей Пречистыя Богоматери образ в дар благоверному вел. князю Дмитрию Ивановичу и всему православному воинству в сохранение, а на побеждение нечестивых агарян, вручеща.
— И. Е. Забелин «Историческое описание московского Донского монастыря», 1865
Между тем, городок Сиротин впервые упоминается в письменных источниках только в 1672 году, а время его возникновения относится не ранее чем к концу XVI века.
Как бы то ни было, до или после сражения казаки подарили икону князю Дмитрию, и тот увёз её в Москву. Сегодня она известна как Донская икона Божией Матери. Пока существовала Российская империя, эта икона являлась особо чтимой святыней, к которой, как к главной заступнице, обращались при возникновении опасности вражеского нашествия. С 1919 года икона хранится в Государственной Третьяковской галерее.

## Последствия
По мнению Феликса Шабульдо, «победа на Куликовом поле закрепила за Москвой значение организатора и идеологического центра воссоединения восточнославянских земель, показав, что путь к их государственно-политическому единству был единственным путём и к их освобождению от чужеземного господства».
Для самой Орды поражение войска Мамая способствовало её консолидации «под властью единого правителя хана Тохтамыша». Мамай спешно собрал в Крыму остаток сил, собираясь снова изгоном идти на Русь, но был разбит Тохтамышем. Поскольку Дмитрий отказался от продолжения выплаты дани Тохтамышу, спустя два года после Куликовской битвы золотоордынцы предприняли поход на Москву, сожгли город и заставили князя Дмитрия возобновить выплату дани.
Тем не менее, Куликовская битва имела далеко идущие политические последствия на пути к будущему полному свержению монголо-татарского ига. Так, Дмитрий в 1389 году, впервые не испрашивая ханского ярлыка, передал великокняжеский стол своему сыну по собственному завещанию. Хану ничего не оставалось, как признать власть нового великого князя, а значит, и новый порядок в отношениях Руси с Ордой, связанный с утратой возможности, как прежде, серьёзно влиять на внутреннюю структуру севернорусских земель. Владимирское великое княжество навсегда стало наследственным владением московских князей, что, в свою очередь, привело к прекращению борьбы с Тверским и Нижегородским княжествами за великокняжеский стол и постепенному восстановлению единства Руси. В некоторых случаях московские князья, поддерживая ту или иную сторону в соседних княжествах, смещали князей, имевших ханские ярлыки на своё княжение. Выплата дани стала нерегулярной (например, отсутствие выплат в период от 1395 по 1412 год, а также другие периоды невыплаты дани). Действия русских войск по отношению к Орде стали не только оборонительными, но и наступательными (походы 1399 и 1431 годов).
В то же время, по мнению А. А. Горского, ни сам Дмитрий, ни его наследники (вплоть до Ивана III) не имели намерений полностью оспаривать сюзеренитет золотоордынских ханов.

## История изучения

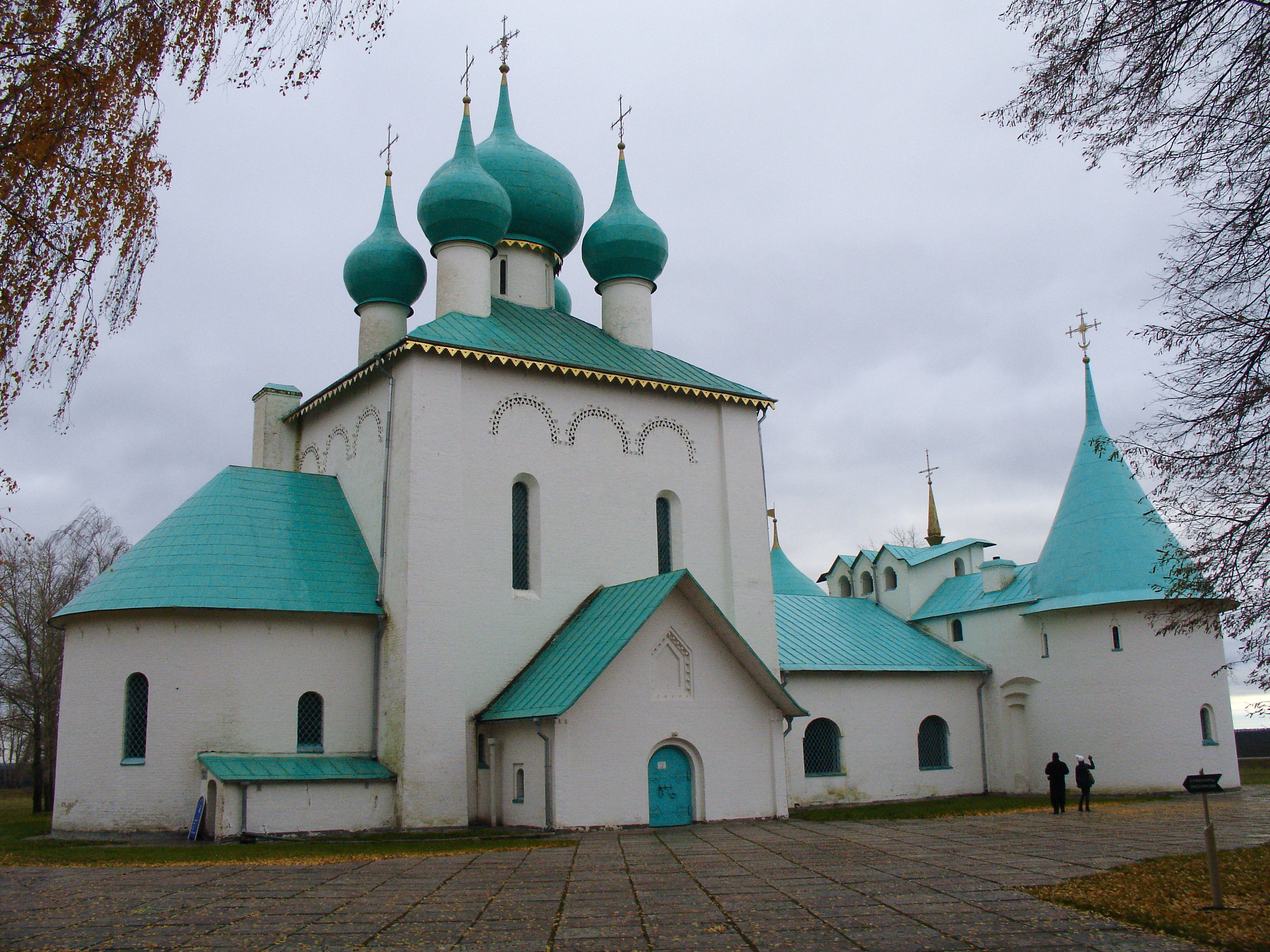
Храм Сергия Радонежского на Куликовом поле

Сам термин «Куликовская битва» был введён в историческую науку Н. М. Карамзиным в его «Истории государства Российского» и летописцами Древней и Московской Руси не употреблялся.
Первым исследователем гипотетического места Куликовской битвы стал Степан Дмитриевич Нечаев (1792—1860). Коллекция приобретённых им предметов, трактуемых в то время как находки с места эпохального сражения, легла в основу Музея Куликовской битвы. Современный анализ опубликованных тогда в «Вестнике Европы» рисунков и описаний части артефактов показывает подавляющий процент анахронизмов, что соответствовало уровню исторического знания начала XIX века.
В 1880-х годах сбором находок занимался тульский археолог Н. И. Троицкий. Некоторые находки, собранные при распашке поля в начале XX века, также сохранились в Тульском областном краеведческом музее. На основе анализа распределения и датировки имеющихся находок М. В. Фехнер опубликовала в 1990 году работу, в которой обособлена зона распространения вещей XIV века на Куликовом поле.

## Память о битве

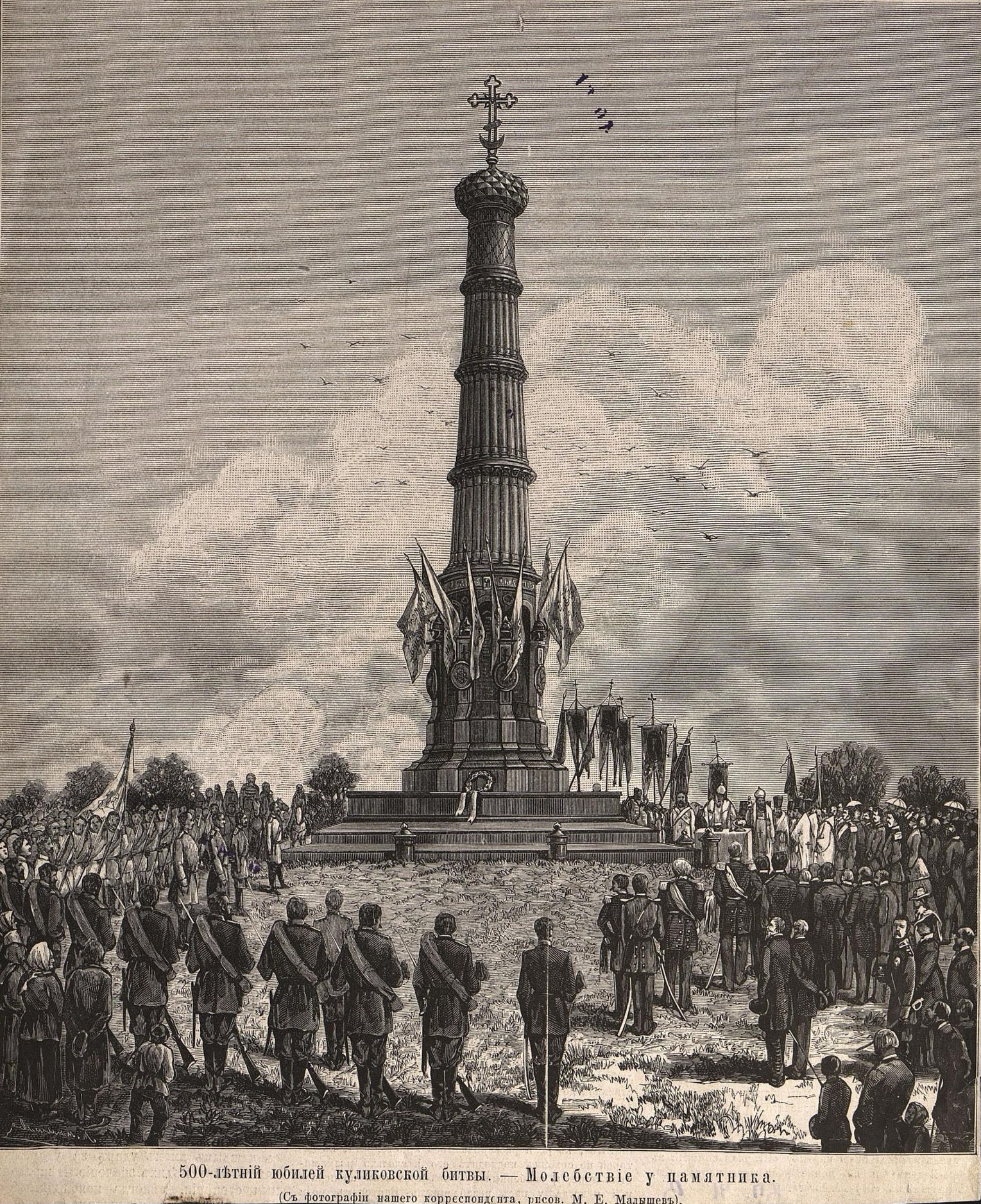
500-летний юбилей Куликовской битвы. Молебствие у памятника. С фото 1880 года

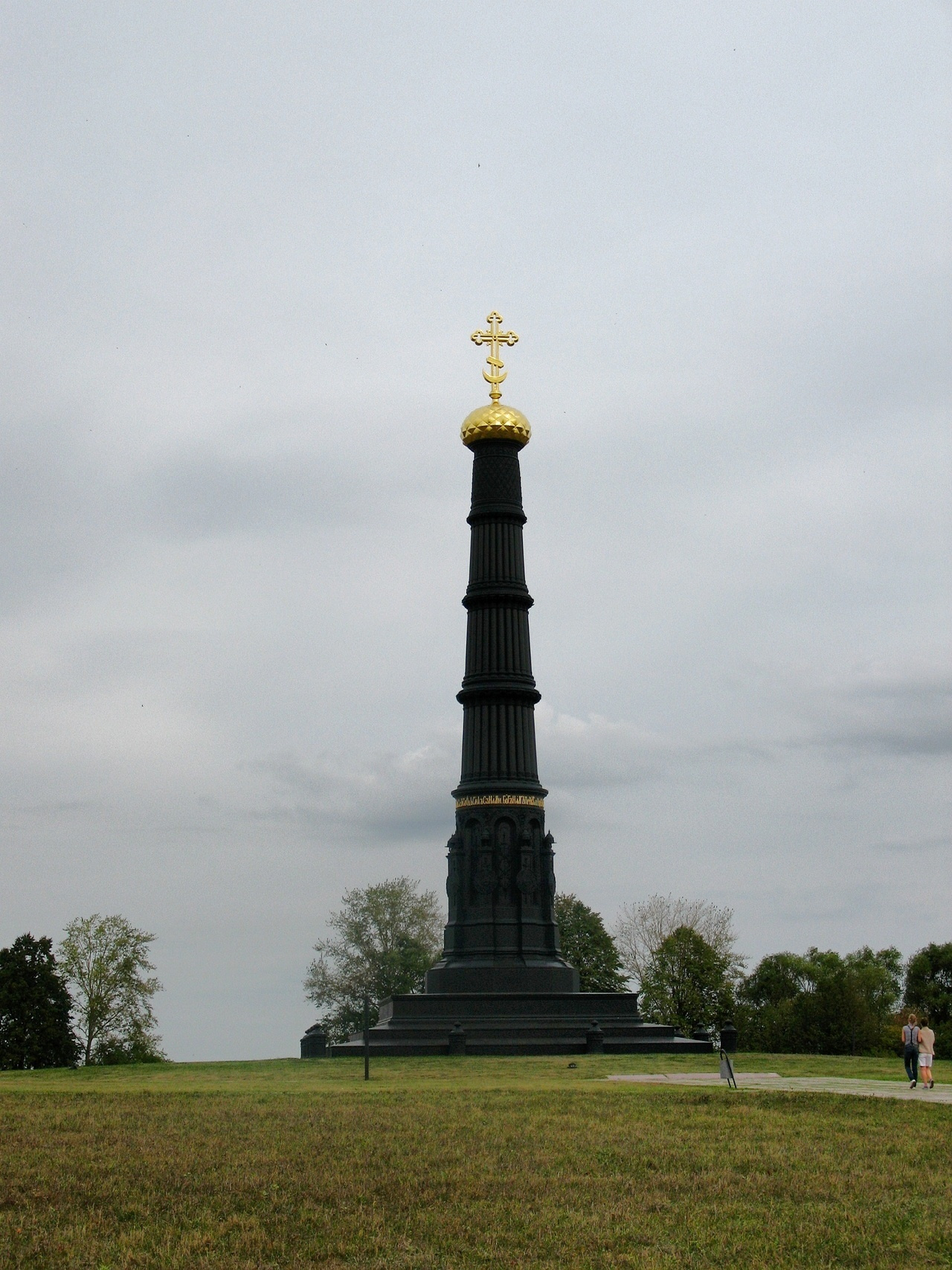
Памятник на Куликовом поле по проекту А. П. Брюллова. 1852 год